# Vladimír Tábor
Vladimír Tábor (* 14. března 1958) je bývalý český fotbalista, záložník.

## Fotbalová kariéra
V československé lize hrál za LIAZ Jablonec a Bohemians Praha. V lize nastoupil ve 44 utkáních a dal 1 gól. Vítěz Československého poháru 1982.

## Ligová bilance
| Ročník                                   | Zápasy | Góly | Klub            |
| ---------------------------------------- | ------ | ---- | --------------- |
| 1. československá fotbalová liga 1975/76 | 28     | 0    | LIAZ Jablonec   |
| Česká národní fotbalová liga 1978/79     | -      | -    | LIAZ Jablonec   |
| 1. československá fotbalová liga 1980/81 | 12     | 1    | Bohemians Praha |
| 1. československá fotbalová liga 1981/82 | 4      | 0    | Bohemians Praha |
| CELKEM                                   | 44     | 1    |                 |